# Nanomantis australis
Nanomantis australis är en bönsyrseart som beskrevs av Henri Saussure 1871. Nanomantis australis ingår i släktet Nanomantis och familjen Iridopterygidae. Inga underarter finns listade i Catalogue of Life.